# Кухня Мозамбіку
Кухня Мозамбіку зазнала глибокого впливу португальців, які принесли до країни нові рослини, спеції і методи приготування. Типовою їжею для багатьох мозамбікців є угалі (місцева назва ncima), густа каша з кукурудзяного борошна.
Кассава і рис є джерелами вуглеводнів. Каші подаються з соусами з овочів, м'яса, бобових або риби. Інші типові інгредієнти — горішки кеш'ю, цибуля, часник, лавровий лист, коріандр, паприка, різні перці, пірі-пірі, цукрова тростина, кукурудза, пшоно, сорго, картопля.

## Закуски і головні страви
Морепродукти можуть слугувати як закусками (на початку їжі), так і основними стравами. Типові страви — смажені креветки (camaroes) з соусом пірі-пірі, кальмари (lulas), лангусти (lagostas), різноманітна риба.
Основною стравою часто є м'ясна, наприклад курка «замбезі», маринована у лимонному соку з часником і чилі і побризкана кокосовою водою перед засмажуванням на грилі; бразильські стейки (picanha), різноманітні каррі, що стали популярними завдяки впливу індійської кухні. Як гарнір до таких страв зазвичай подаються рис, смажена картопля або овочі.
З аперитивів присутні самоса, хрумка або пухка випічка, креветкові фріттери.

## Напої
Популярне пиво (приклади локальних марок — «Laurentina» і «2M»), в тому числі імпортоване з ПАР (таке, як Castle або Black Label), вино з Південної Африки або Португалії. Завдяки впливу Бразилії дуже популярна кайпірінья. Після їжі часто п'ють португальське galao (кава з молоком). Прохолоджувальні напої продаються повсюдно. З фруктів популярні манго і ананаси.
Вода з крана, як правило, поганої якості. Рекомендується вживати лише воду з пляшок.

## Галерея

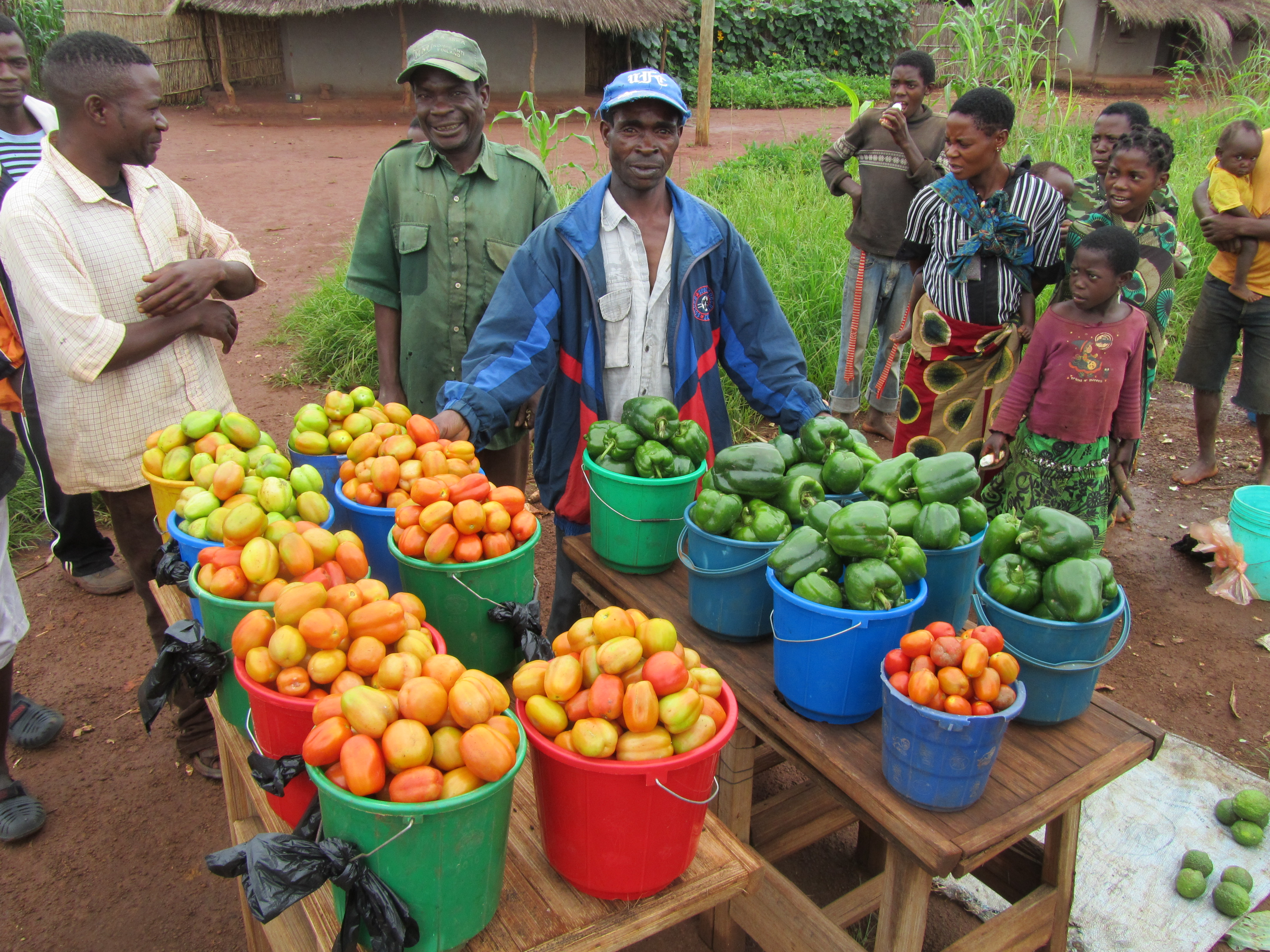
Різні овочі
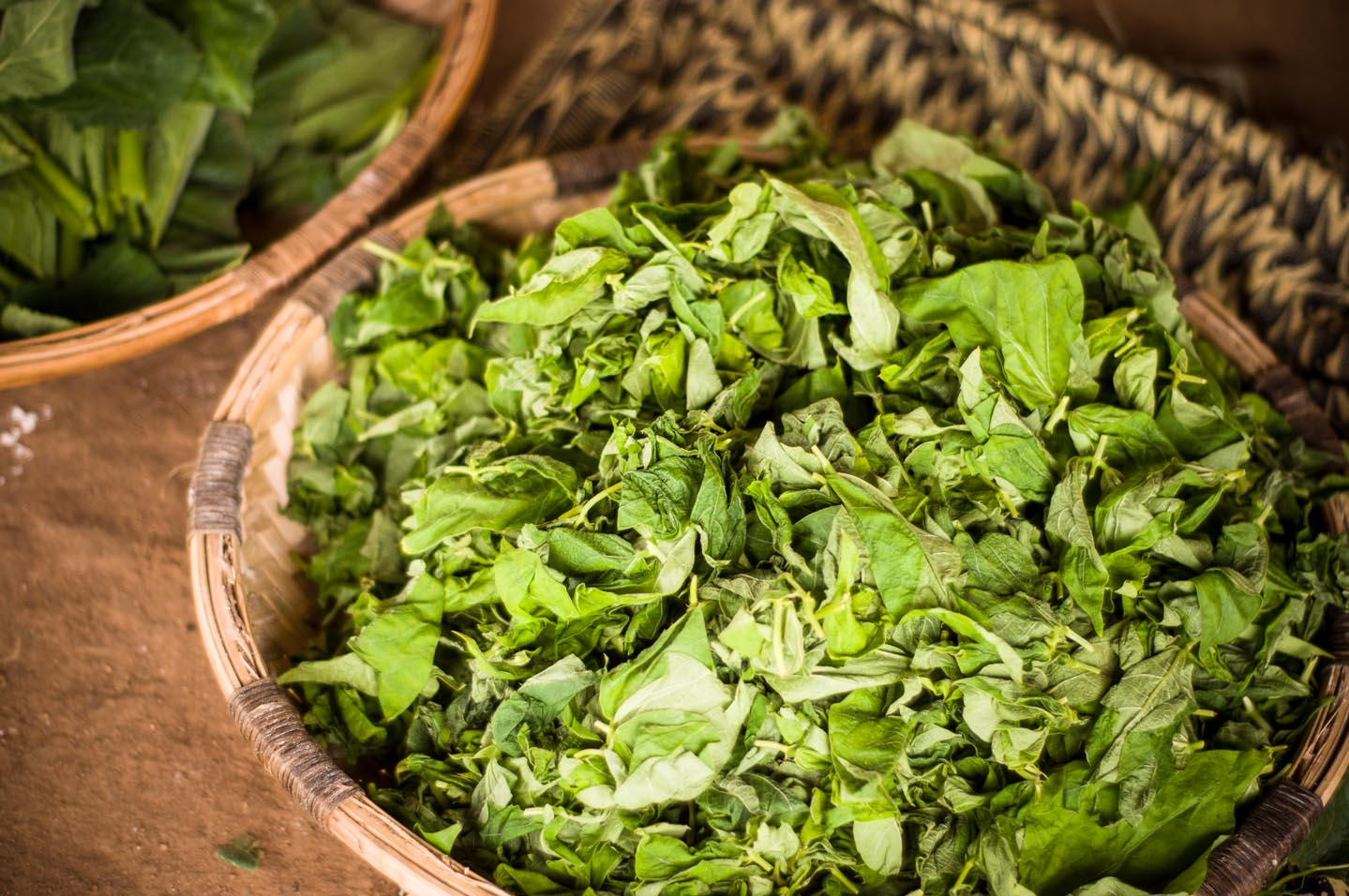
Зелені їстівні листки, Ліпонда, Мозамбік
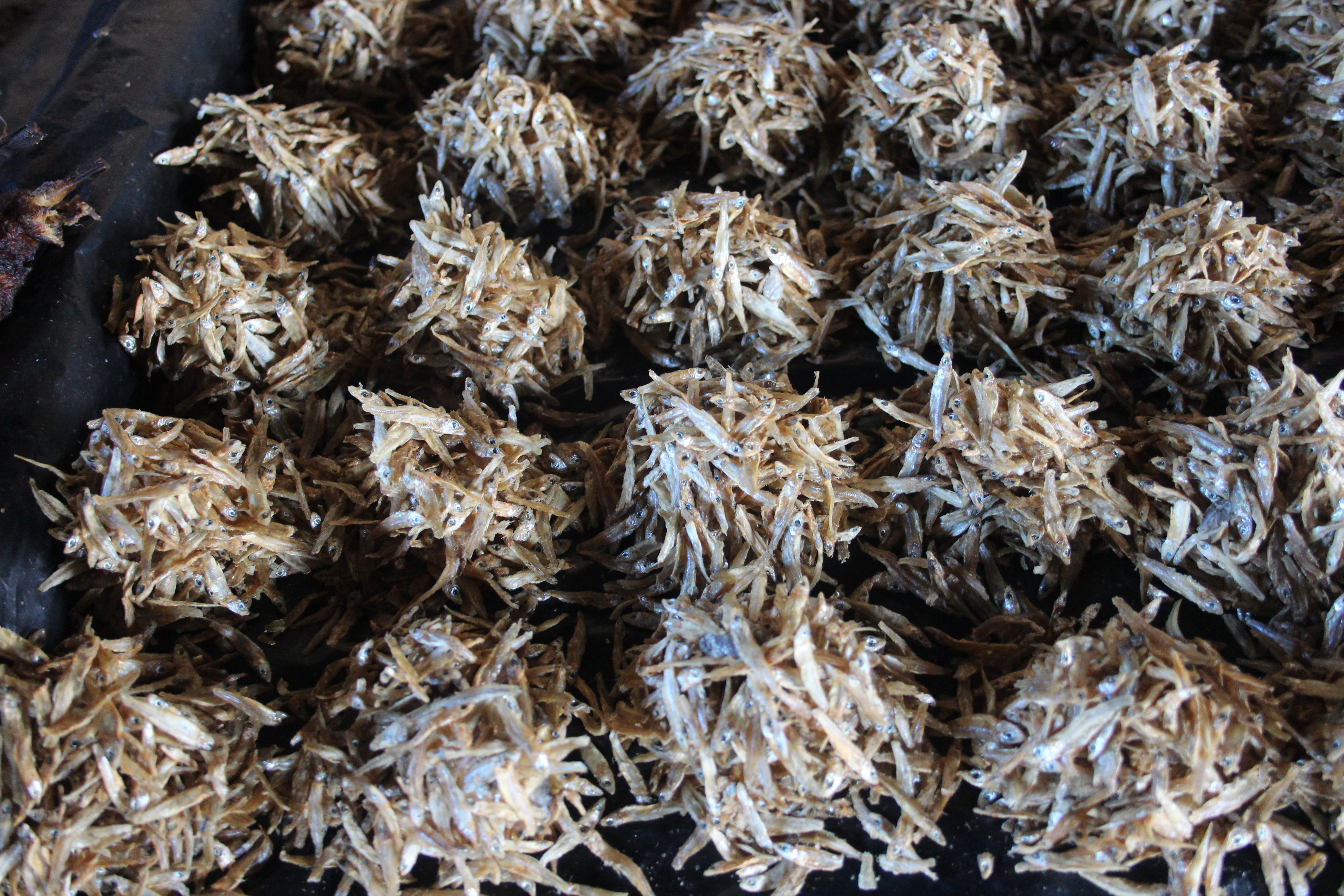
Сушена риба
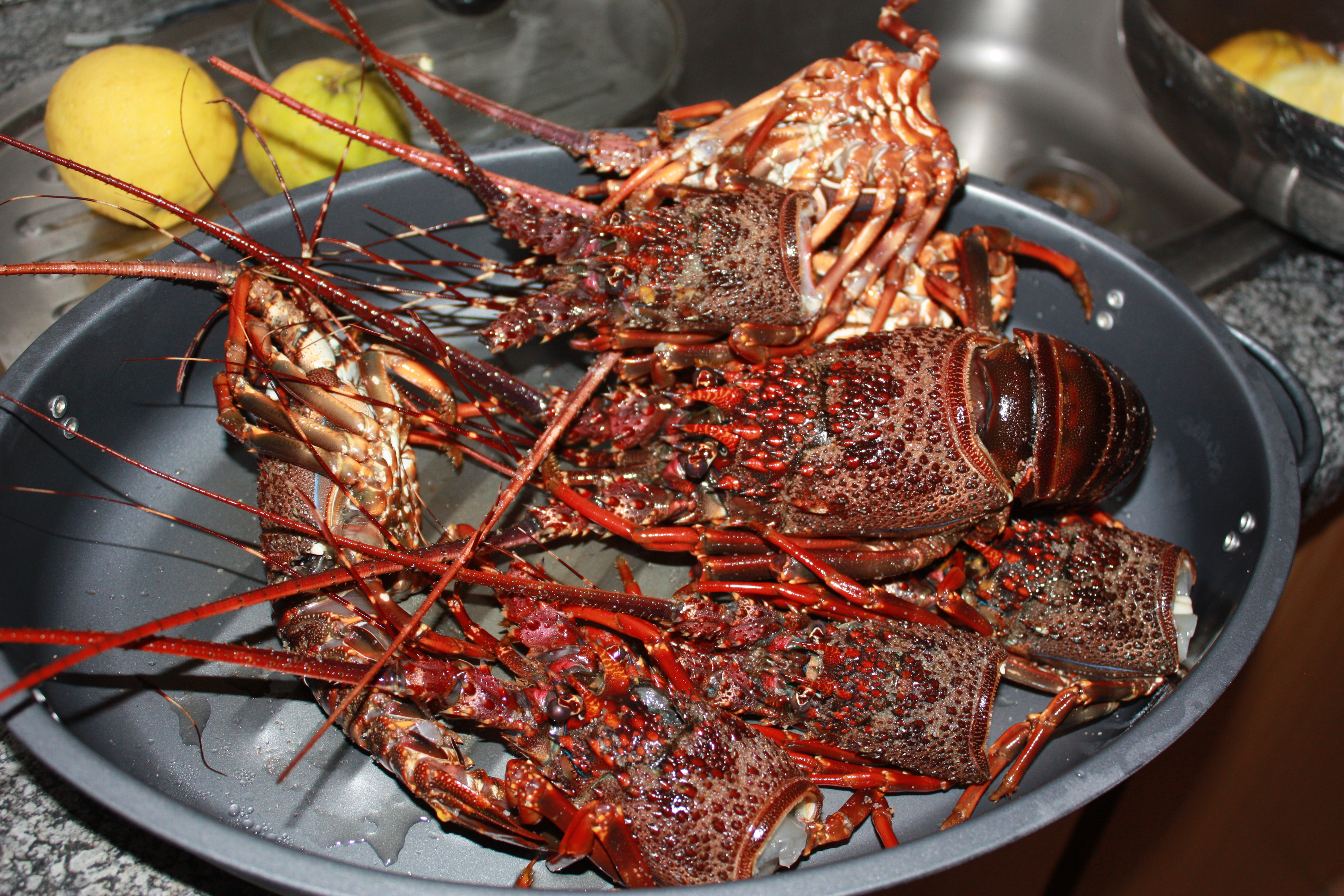
Креветки
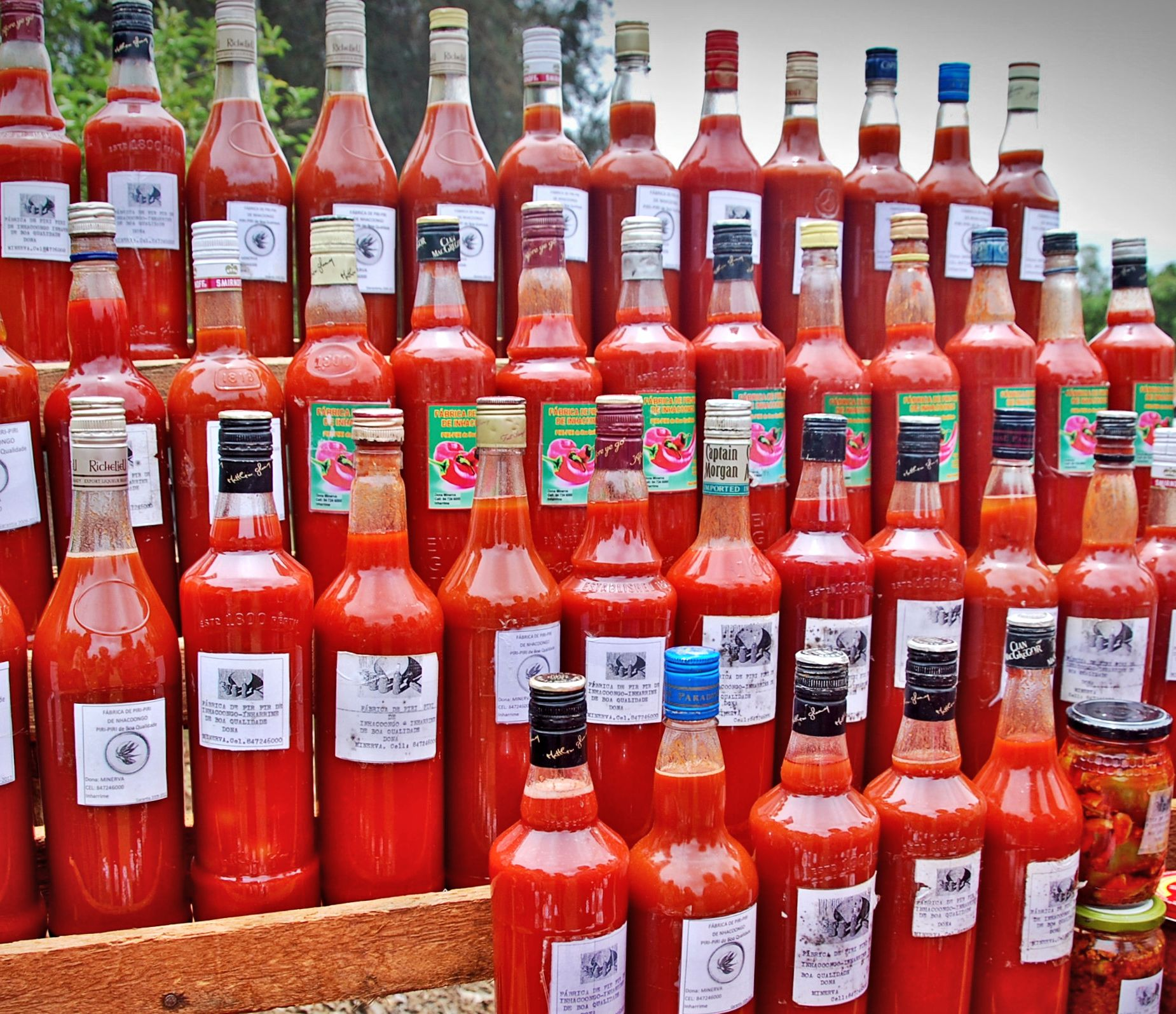
Соус пірі-пірі